# Maxime Le Forestier (album)
Pour les articles homonymes, voir Mon frère.
Albums de Maxime Le Forestier
Le Steak
(1973)
Singles
1. Mon frère
Sortie : juin 1971
2. San Francisco
Sortie : 1972

Maxime Le Forestier, ou Mon frère lors des rééditions CD, est le premier album studio de Maxime Le Forestier, sorti en 1972. 
Ce premier album fit connaître Maxime Le Forestier, jeune chanteur-auteur-compositeur engagé de 23 ans, avec des titres comme Mon frère, Éducation sentimentale, Comme un arbre, Parachutiste et San Francisco.
Vendu à plus d’un million d’exemplaires, l’album devient culte. Il aura été la bande-son de toute une génération.
Jean-Pierre Kernoa a composé les paroles d’Éducation sentimentale, La rouille, Mourir pour une nuit et Fontenay-aux-Roses. Maxime est entouré pour ce premier album par quelques-uns des meilleurs jazzmen français : Georges Arvanitas (piano), Roger Guérin (trompette), Benoît Charvet (contrebasse), Hubert Rostaing, ancien collègue de Django Reinhardt au sein du Quintette du Hot Club de France (direction musicale, clarinette), Maurice Vander, alors membre du groupe de Claude Nougaro (orgue) sans omettre Joël Favreau, guitariste de Georges Brassens.

## Liste des titres
| 1. | Mon frère                    |  |
| 2. | Éducation sentimentale       |  |
| 3. | La Rouille                   |  |
| 4. | Mourir pour une nuit         |  |
| 5. | Marie, Pierre et Charlemagne |  |

| 1. | Comme un arbre        |  |
| 2. | Fontenay-aux-Roses    |  |
| 3. | Parachutiste          |  |
| 4. | Je ne sais rien faire |  |
| 5. | San Francisco         |  |
| 6. | Ça sert à quoi        |  |

## Crédits
- Hubert Rostaing : arrangement, chef d'orchestre, clarinette
- Jacques Bedos : direction artistique
- Yvon Rioland : basse
- Benoït Charvet : contrebasse
- André Arpino : batterie
- Francis Cavallaro : batterie
- Jean-Paul Batailley : batterie
- Marc Khalifa : guitare classique
- Martine Géliot : harpe
- Maurice Vander : orgue
- Joël Favreau : « ding ding »
- Georges Arvanitas : piano
- Roger Guerin : trompette
- Jean-Claude Briodin et sa bande : chant sur Ça sert à quoi
- Catherine Le Forestier : chœurs
- Françoise Walle : chœurs

## Classement et certifications
| Classement (1972) | Meilleure place |
| ----------------- | --------------- |
| France (SNEP)     | 2               |

| Pays          | Certification | Date | Ventes certifiées |
| ------------- | ------------- | ---- | ----------------- |
| France (SNEP) | Platine       | 1980 | 400 000           |